# Полярные регионы

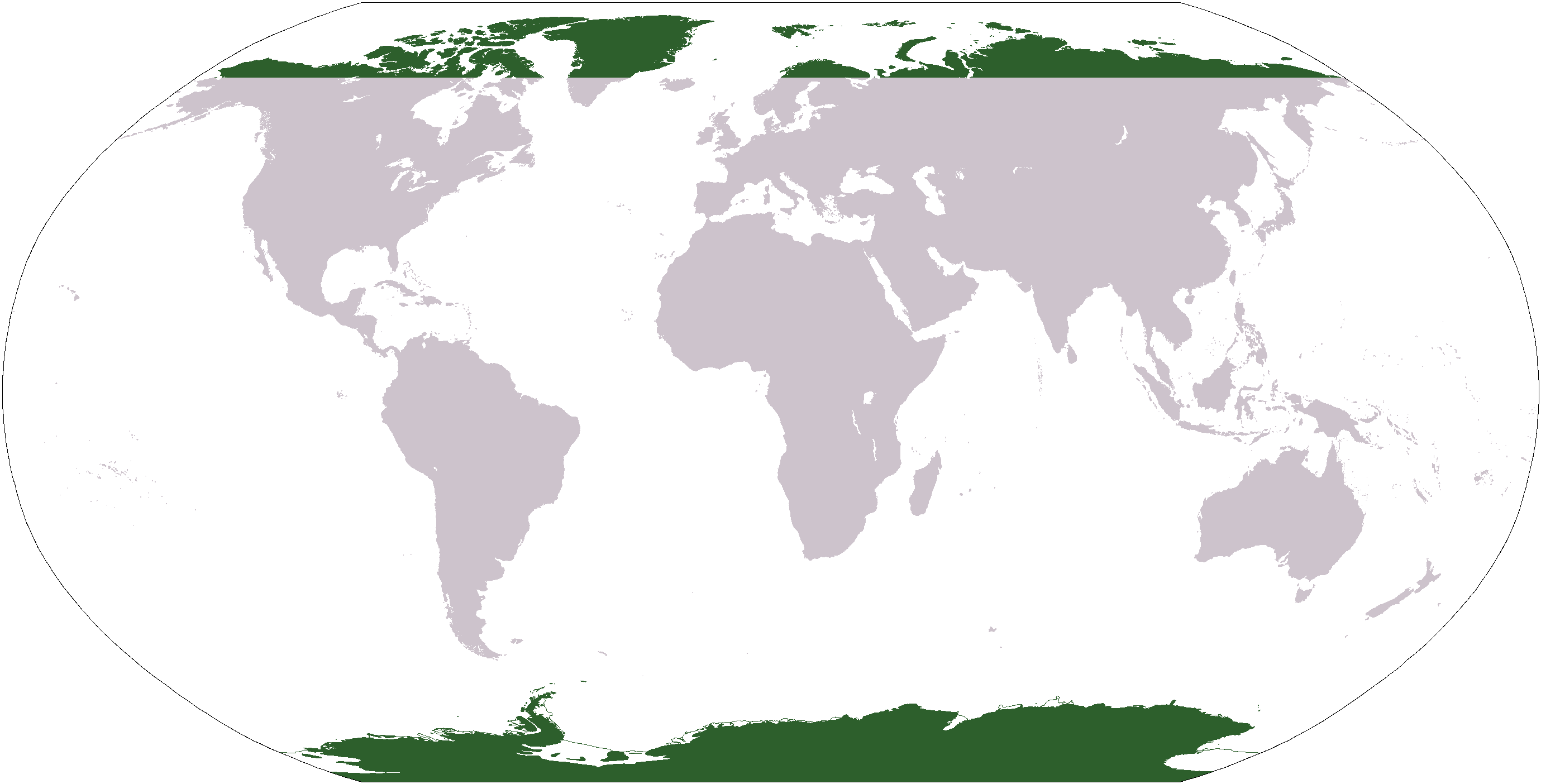
Расположение полярных зон

Земные полярные зоны — территории, располагающиеся южнее (для Антарктики) или севернее (для Арктики) полярных кругов. Для них характерны полярный климат, низкие температуры, сильное оледенение и непостоянство смены дня и ночи (24-часовой полярный день летом и полярная ночь зимой). Северный полюс и Южный полюс — центры этих регионов, располагающиеся соответственно на арктической полярной шапке и континентальных льдах Антарктиды.